# Mölndals Roddklubb
Mölndals RK bildad 1946, har sitt båt- och klubbhus vid Rådasjön i Mölndals stad. Förutom kärnverksamheten rodd, har man sektioner i cykel och skidor.
Mölndals Roddklubb har kontinuerligt fått fram talanger och klubbens roddare har kontinuerligt representerat Sverige i VM och OS. 2002 fick klubben emottaga Göteborgs-Postens stora sportpris för Årets idrottsförening.
Klubbens årblad är, sett inifrån, tre vertikala fält i rött, vitt respektive grönt.